# Somodi
Somodi (szlovákul: Drienovec, korábban Šomody) község Szlovákiában, a Kassai kerület Kassa-környéki járásában.

## Fekvése
Kassától 29 km-re délnyugatra, Torna és Szepsi között található.

## Története
A falut 1255-ben a jászói kolostor birtokainak leírásában „Sumugy” alakban említik először. 1345-ben Szepsi város határleírásában szerepel, mint vámszedési joggal rendelkező királyi birtok. Vámja a Tornáról Kassára menő út mellett állt. 1349-ben Nagy Lajos király adománylevelében „Sumugy” néven szerepel, mint Abaúj vármegye része. 1387-ben Zsigmond király a somodi uradalmat Kapoly Jánosnak adja. Egykori várát 1317-től említik mint királyi várat az abaújvári ispánság tartozékaként. 1349-ben már nem említik, valószínűleg kevéssel előbb pusztult el. A falu a 14. században királyi birtok, a 16. században a szepesi káptalané. A szepesi káptalan 1595-ben kelt oklevele szerint a mai templom helyén ekkor egy kápolna állt, mely Krisztus Szent Teste tiszteletére volt szentelve. 1776-tól a falu a rozsnyói püspökség birtoka. 1775 és 1780 között épült fel itt a ma is álló templom.
A 18. század végén Vályi András így ír róla: „SOMODI, vagy Somos. Magyar falu Abaúj Várm., földes Ura a’ Rosnyói Püspökség, lakosai külömbfélék, fekszik Szepsihez, és Kis Bodolóhoz nem meszsze, határja jó, vagyonnyai külömbfélék.”
Fényes Elek 1851-ben kiadott geográfiai szótárában így ír a faluról: „Somodi, nagy magyar falu, Abauj vgyében, Szepsihez nyugotra 1 órányira, a rozsnyói országutban, 1226 kath., 1 evang., 7 zsidó lak. Kath. paroch. templom. Földje mindent jól megterem; erdeje gyönyörü s benne sok fenyves madár és fajdtyuk fogatik. Fördőintézet. E helységben lovasság szokott tanyázni. F. u. a rozsnyói püspök.”
Borovszky Samu monográfiasorozatának Abaúj-Torna vármegyét tárgyaló része szerint: „204 háza, 1181 magyar lakosa, körjegyzősége, vasúti-, posta- és táviró-állomása van. Itt van a rozsnyói püspök csinos nyaralója, szép park közepén. A nyaraló berendezése egészen egyszerű. Határában már régebben kutattak kőszenet, a rendszeres kutatást azonban csak a „Kassa-somodi kőszénbánya részvénytársulat” kezdte meg. Van itt egy kisebb cseppkőbarlang és egy meleg forrás, mely a püspöki kert egyik sziklájából fakad. „Földvár” nevü dülője onnan nyerte elnevezését, mert ott a török világban földsánczokat emeltek. Római kath. temploma 1780-ben épült. A püspöki nyaralótól északra, a Miglincz-patak völgyében van a regényes fekvésü somodi fürdő, melyet a vármegyéből sokan látogatnak.”
A trianoni diktátumig Abaúj-Torna vármegye Csereháti járásához tartozott.

## Népessége
| Év:            | 1994. | 2004.   | 2014.    | 2024.    |
| -------------- | ----- | ------- | -------- | -------- |
| Emberek száma: | 1659  | 1803    | 2203     | 2486     |
| Eltérés:       |       | +8,67 % | +22,18 % | +12,84 % |

| Év:            | 2023. | 2024.   |
| -------------- | ----- | ------- |
| Emberek száma: | 2431  | 2486    |
| Eltérés:       |       | +2,26 % |

1910-ben 1180-an, túlnyomórészt magyarok lakták.
2001-ben 1752 lakosából 1119 szlovák és 587 magyar.
2011-ben 2126 lakosából 847 szlovák, 617 magyar és 603 roma.

## Nevezetességei
- Szent Márton tiszteletére szentelt, római katolikus temploma 1780-ban épült, védőfal övezi. A templom a második világháborúban súlyosan megrongálódott. Külső renoválása 1983-ban, a belső 1986-ban történt.
- Az egykori püspöki kastély 1780-ban épült, 1838-ban Scitovszky János rozsnyói püspök kápolnával bővítette. Parkjában tó található. A kastély az államosítás után oktatási célokat szolgált. A rendszerváltást követően visszakapta a püspökség, ma a Máriás-nővérek otthona van benne, akik az épületet fokozatosan hozzák rendbe.
- A faluban fürdőtelep, ásványvízforrás is található.
- Somodi-barlang. Ezt a cseppkőbarlangot 1995-ben az Aggteleki-karszt és a Szlovák-karszt barlangjai részeként felvették az UNESCO Világörökség listára.